# Паралич глазодвигательного нерва
 Паралич глазодвигательного нерва  — состояние глаз в результате повреждения глазодвигательного нерва или его ветви. Как следует из его названия, глазодвигательный нерв управляет основной частью мышц, контролирующих движения глаз. Таким образом, повреждение этого нерва приводит к невозможности перемещения глаз поражённого человека. Кроме того, нерв также управляет мышцей верхнего века и мышцами, ответственными за сужения зрачка (сфинктер зрачка). Ограничения движений глаз, как правило, настолько серьёзны, что пострадавший человек не имеет возможности поддерживать нормальное выравнивание глаз при взгляде прямо вперёд, что приводит к косоглазию и, как следствие, к двойному видению (диплопии).
Паралич глазодвигательного нерва также известен как «глазодвигательная нейропатия».

## Позиционирование глаз
Полный  паралич глазодвигательного нерва  приводит к характерному положению поражённого глаза  вниз и наружу . Глаз будет смещаться наружу и вниз; наружу, потому что боковая прямая мышца (иннервируется шестым черепным нервом) будет получать мышечный тонус по сравнению с парализованной медиальной прямой мышцей. Глаз будет смещаться вниз, потому что верхняя косая мышца (иннервируется четвертым черепным нервом или блоковым нервом), является не антагонистичной к парализованной верхней прямой мышце, нижней прямой мышце и нижней косой мышце. Пострадавший также будет иметь птоз, или опущение век, и мидриаз (расширение зрачков).
Следует однако, иметь в виду, что разветвлённая структура глазодвигательного нерва означает, что ущерб, понесённый в различных точках вдоль его пути, или ущерб, причинённый в различными способами (сжатия от потери кровоснабжения, например), приведёт к воздействию на различные мышечные группы, или различные индивидуальные мышцы, таким образом производя различные модели представления.
Компрессивное повреждение глазодвигательного нерва может привести к сжатию парасимпатических волокон до начала нарушения двигательных волокон, так как парасимпатические волокна идут по наружной поверхности нерва. Таким образом, это может привести к птозу век и мидриазу (расширению зрачка) в результате сжатия парасимпатических волокон до появления позиции «вниз и наружу».

## Причины
Глазодвигательный паралич может возникнуть в результате ряда различных условий. Паралич глазодвигательного нерва с нетравматическим средним зрачком часто называют «медицинский третий» (англ. medical third) по аналогичному влиянию на зрачок, известному как «хирургический третий» (англ. surgical third).

### Врожденный глазодвигательный паралич
Истоки большинства врождённых глазодвигательных параличей неизвестны, часто идиопатически используется этот медицинский термин. Существует некоторые данные о семейной склонности к этому состоянию, в частности к частичному параличу, включающему разделение нерва с аутосомно-рецессивным наследованием. Состояние может также возникнуть в результате аплазии или гипоплазии одной или более мышц, управляемых глазодвигательным нервом. Это также может произойти в результате тяжёлой родовой травмы.

### Приобретённый глазодвигательный паралич
- 1. Сосудистые расстройства, такие как диабет , болезни сердца , атеросклероз и аневризма, в частности, в задней соединительной артерии
- 2. Пространство занятое поражением или опухолью, как злокачественной и не злокачественной
- 3. Воспаления и инфекции
- 4. Травма
- 5. Демиелинизирующие заболевания (рассеянный склероз)
- 6. Аутоиммунные заболевания, такие как Миастения
- 7. Послеоперационные осложнения нейрохирургии
- 8. Тромбоз кавернозного синуса

Ишемический инсульт более избирательно поражает соматические волокна из парасимпатических волокон, в то время как травматический инсульт влияет на все типы более равномерно. Таким образом, в то время как почти все формы вызывают птоз и нарушение движения глаз, зрачков, нарушения чаще связаны с травмой, чем с ишемией.
Глазодвигательный паралич может быть с острым началом в течение часа с симптомами головной боли, когда связан с сахарным диабетом. Диабетическая нейропатия глазодвигательного нерва в большинстве случаев не влияет на зрачок. Сохранение функции зрачка, как полагают, связано с микрофасцикуляцией волокон, которые контролируют движение радужки и расположены дальше всего от волокон глазодвигательного нерва; эти волокна не повреждаются потому, что они меньше подвержены ишемии, нежели внутренние волокна.